# عجرد

تعديل مصدري - تعديل

عجرد إحدى حارات مدينة العدين بمحافظة إب، بلغ تعداد سكانها 2125 نسمة حسب تعداد اليمن لعام 2004.